# Carlos Prío Socarrás
Carlos Manuel Prío Socarrás (14 tháng 7 năm 1903 – 5 tháng 4 năm 1977) là chính khách người Cuba. Ông giữ chức Tổng thống Cuba từ năm 1948 cho đến khi bị lật đổ trong cuộc đảo chính quân sự do Fulgencio Batista phát động vào ngày 10 tháng 3 năm 1952, ba tháng trước khi cuộc bầu cử mới được tổ chức. Ông là vị tổng thống Cuba đầu tiên sinh ra ở một nước Cuba độc lập và là người cuối cùng giành được chức vụ của mình thông qua các cuộc bầu cử phổ thông đầy tính cạnh tranh. Ông đành sang Mỹ sống lưu vong cho tới khi tự tử ở tuổi 73.

## Sự nghiệp chính trị
Năm 1940, Prío được bầu làm thượng nghị sĩ tỉnh Pinar del Río. Bốn năm sau, là thành viên đảng Partido Auténtico Ramón Grau trở thành tổng thống, và trong thời kỳ chính quyền Grau, Prío lần lượt giữ chức Bộ trưởng Bộ Công chính, Bộ trưởng Bộ Lao động và Thủ tướng. Ngày 1 tháng 7 năm 1948, ông được bầu làm Tổng thống Cuba trên cương vị là thành viên của đảng Partido Auténtico.  Prío được sự hậu thuẫn của Tổng Tư lệnh Quân đội Tướng Genovevo Pérez Dámera và Đại tá José Luis Chinea Cárdenas, từng phụ trách tỉnh Santa Clara.
Theo Charles Ameringer, tám năm dưới thời Grau và Prío là,

[...] độc nhất vô nhị trong lịch sử Cuba. Đó là thời kỳ có trật tự hiến pháp và tự do chính trị. Dù sao thì đó cũng không phải là những 'năm vàng son', nhưng trong hai cuộc bầu cử (1944 và 1948), người dân Cuba đã có cơ hội bày tỏ mong muốn của mình về một nền cai trị tự do dân sự, tính ưu việt của văn hóa Cuba và đạt được độc lập về kinh tế. Nếu có những mâu thuẫn gay gắt trong xã hội Cuba dưới thời Auténticos, thì hoàn cảnh chỉ khác ở mức độ phức tạp và động lực gặp phải trong các xã hội tự do ở khắp mọi nơi (người Cuba có thường xuyên so sánh Havana với Chicago không?).

Prío, được mệnh danh là el presidente cordial ("tổng thống thân mật"), đã cam kết tuân theo một quy tắc được đánh dấu bằng sự lịch sự, chủ yếu là tôn trọng quyền tự do ngôn luận. Một số dự án công trình công cộng và việc thành lập Ngân hàng Quốc gia và Tòa án Kiểm toán cũng nằm trong số những thành công của ông.
Tuy nhiên, nạn bạo lực giữa các phe phái chính trị và các báo cáo về hành vi trộm cắp và làm giàu cho bản thân trong hàng ngũ chính phủ đã hủy hoại nhiệm kỳ của Prío. Chính quyền Prío ngày càng bị công chúng coi là kém hiệu quả khi đối mặt với nạn bạo lực và tệ tham nhũng, giống như chính quyền Grau trước đó.
Với cuộc bầu cử dự kiến diễn ra vào giữa năm 1952, xuất hiện tin đồn về một cuộc đảo chính quân sự đã được lên kế hoạch của ứng cử viên tổng thống lâu năm Fulgencio Batista. Prío cảm thấy không có cơ sở hiến pháp nào để hành động như vậy cả. Những tin đồn này đều được chứng minh là sự thật. Ngày 10 tháng 3 năm 1952, Batista và cộng sự đã tung quân chiếm giữ cơ quan chỉ huy quân đội và cảnh sát trên khắp đất nước và đoạt lấy các đài phát thanh và truyền hình lớn. Batista lên nắm quyền khi Prío không thể nào kháng cự lại nổi nên ông đành lên máy bay và sang Mỹ sống lưu vong.
Theo lời Arthur M. Schlesinger Jr. thì Prío sau này đã nói về nhiệm kỳ tổng thống của mình:
Họ nói rằng tôi là vị tổng thống Cuba tệ hại. Điều đó có thể đúng. Nhưng tôi là vị tổng thống tốt nhất mà Cuba từng có.

## Đời tư và cái chết

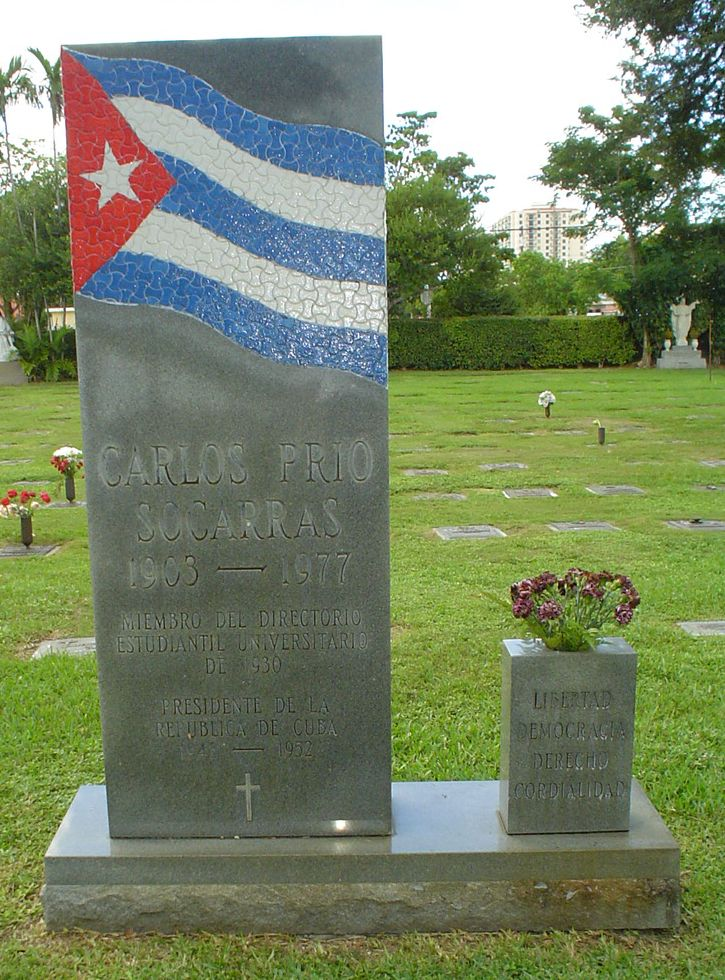
Mộ của Carlos Prío Socarrás

Prio kết hôn lần đầu với Inés Georgina (Gina) Karell Pedrosa  và họ có một cô con gái tên là Rocío Guadalupe Prío-Karell. Về sau ông kết hôn lần thứ hai với María Dolores "Mary" Tarrero-Serrano (1924-2010) vào ngày 17 tháng 6 năm 1945, tại Nhà nguyện Phủ Tổng thống, và họ sinh được hai cô con gái tên là María Antonetta Prío-Tarrero (sau lấy César Odio, cựu Quản lý Đô thị City of Miami) và María Elena Prío-Tarrero (đã ly hôn với Alfredo Duran, cựu chủ tịch Đảng Dân chủ Florida). Ông cũng có hai người con được công nhận với tình nhân cũ của mình là Celia Rosa Touzet Masfera: Carlos Prio-Touzet, một kiến trúc sư và Rodolfo (Rudy) Prío-Touzet.
Prío tự sát bằng một phát súng vào ngực vào ngày 5 tháng 4 năm 1977, tại Miami Beach, Florida, ở tuổi 73. Ông và vợ là Mary được chôn cất tại Nghĩa trang và Lăng mộ Công viên Woodlawn (nay là Nghĩa trang và Lăng mộ Công viên Bắc Caballero Rivero Woodlawn) ở Miami, Florida.